# Heltborg Mølle
Heltborg Mølle er en jordstående hollandsk vindmølle, der ligger tæt på Hurup i Thy. Møllen, der er opført i 1875, består af en ottekantet overbygning med spåntækning på et grundmuret fundament med jordomgang og kælder af kampesten. Hatten er løgformet og beklædt med pap. Vingerne har hækværk til sejl. Det er en relativt lille mølle, der krøjer manuelt. Møllen er omfattende restaureret i 1977-1981 og har fået nyt vingefang i 2002. Den blev bygget som en kornmølle og var i drift indtil 1947, hvor mølleren opgav konkurrencen mod de store, eldrevne industrimøller.

## Konstruktion og teknik
Heltborg Mølle er en ottekantet hollandsk mølle med kælder. Møllen har tre lofter over kælderen og er beklædt med spån. Hatten er løgformet. Vingerne har hækværk til sejl. Krøjeværket er manuelt betjent. Møllen er forsynet med et udvendigt hejseværk.

## Historie
Møllens historie er gendigtet i et amatørteaterstykke, hvor en møllersvend på valsen kommer forbi møllen en forårsnat ved midnatstid og bliver inddraget i møllens historie sammen med nogle af de personer, der virkelig levede i slutningen af 1800-tallet. Et dramatisk højdepunkt forekom i 1950, hvor møllen skulle nedrives, men blev reddet af lokalt initiativ.